# Johan Jacob Ahrenberg
Johan Jacob Ahrenberg, né le 30 avril 1847 à Viborg et mort le 10 octobre 1914 à Helsingfors, est un architecte, peintre, critique d'art et écrivain finlandais.
Ahrenberg est l'un des rares écrivains finlandais significatifs de langue suédoise de la fin du XIXe siècle.

## Biographie
Johan Ahrenberg nait dans une famille suédophone de Viborg,,.
Son père est directeur d'école et sa mère est engagée dans un mouvement pour le réveil chrétien.
Johan Ahrenberg étudie l'architecture à l'institut royal des arts de Stockholm par Fredrik Wilhelm Scholander grâce à son ami Theodor Höijer.
Son diplôme obtenu, il effectue des voyages d'étude en Europe, dans les Balkans et en Afrique du Nord.
Johan Ahrenberg travaille à la direction des bâtiments de Finlande, en 1877 comme architecte supplémentaire, en 1884 comme troisième architecte, en 1885 comme deuxième architecte, en 1886 comme premier architecte.
Il est architecte régional, en 1884–1885 à Uleåborg (aujourd'hui Oulu) et en 1885–1886 à Viborg.
Il est nommé architecte principal en 1910.

## Ouvrages principaux
- Bâtiment du Conseil de la Province d'Oulu[7] – 1887
- Maison de l’archevêque, Turku[8] – 1887
- Le pavillon de pêche impérial de Langinkoski[9] (intérieur), Kotka – 1889
- Lycée réel de Tampere, 1890
- Église d'Hanko – 1892
- Église de Kajaani – 1897
- Nouvelle église de Kristinestad (fi) – 1897
- Lycée de Vaasa – 1898
- École des officiers de réserve d'Hamina (fi) – 1898
- Lycée normal d'Helsinki – 1905
- Synagogue d’Helsinki – 1906
- Salles du Palais présidentiel – 1907
- Lycée classique de Tampere – 1907
- École des filles de Sortavala – 1911
- École de Raahe (fi) – 1912
- Rantalinna, Vaasa - 1913
- Maison des postes de Viipuri (fi) – 1914

## Prix et reconnaissance
- Prix national de littérature

## Galerie

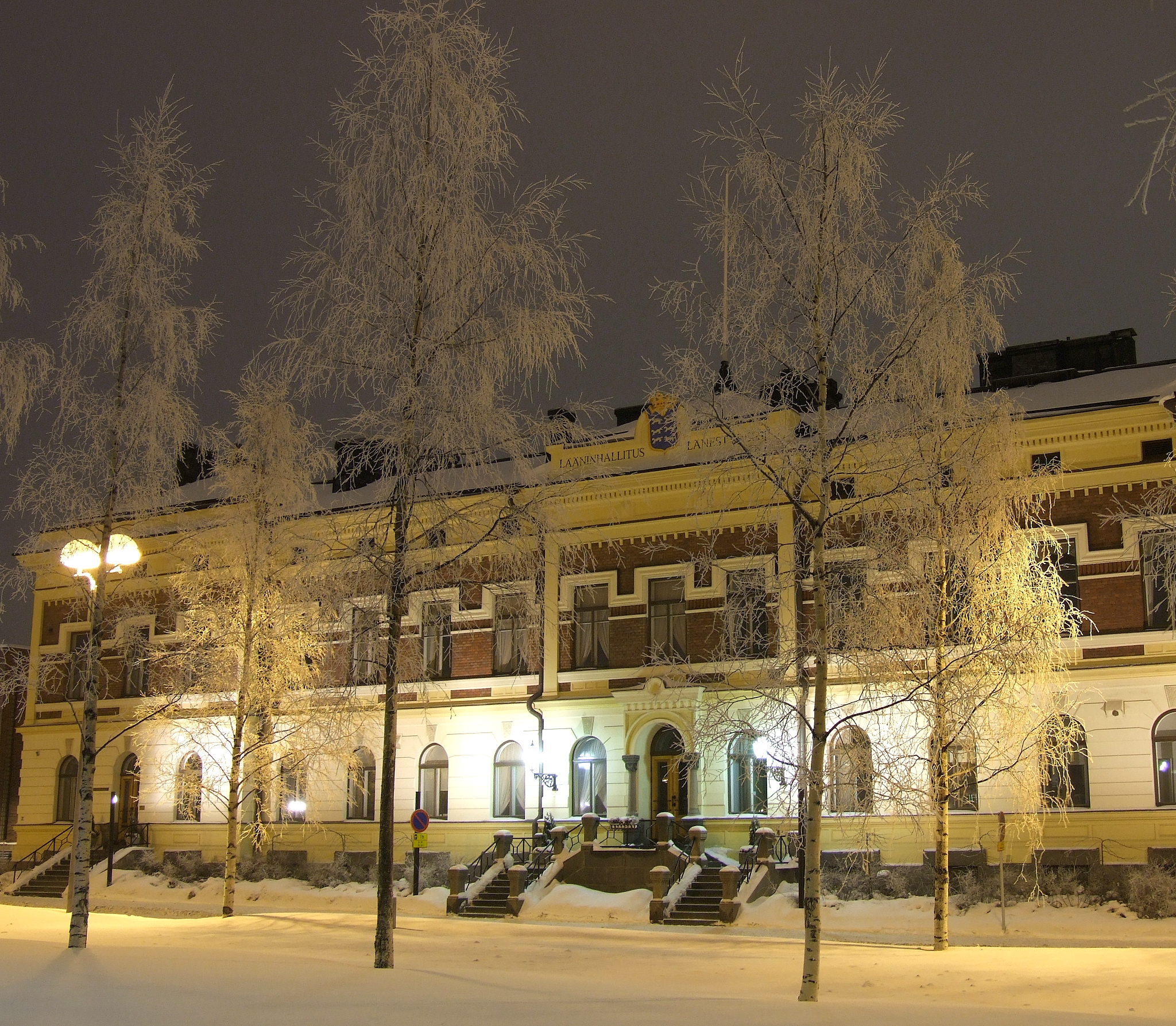
Conseil de la Province de Oulu, 1882.
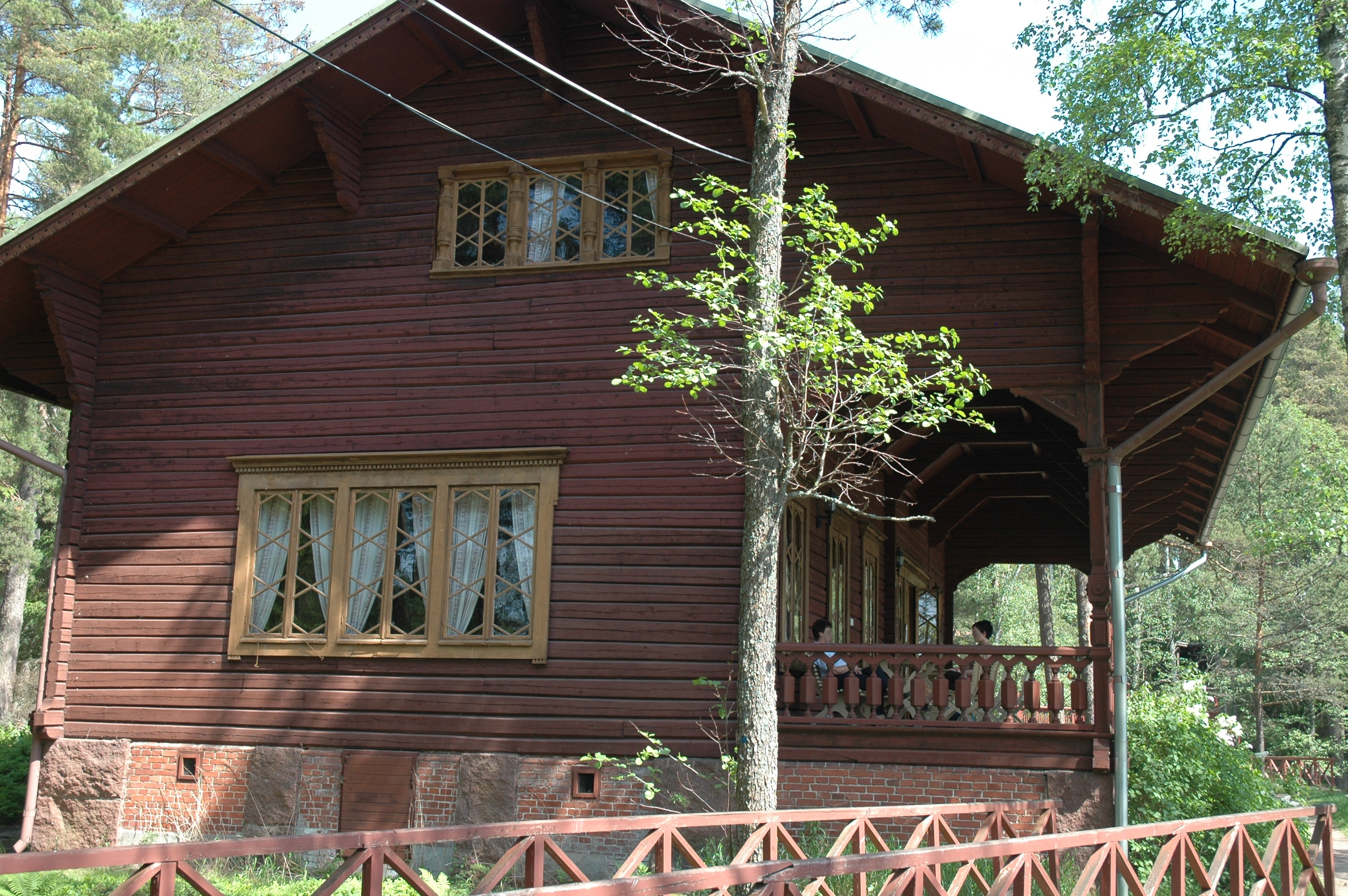
Chalet de pêche impérial de Langinkoski, 1889.
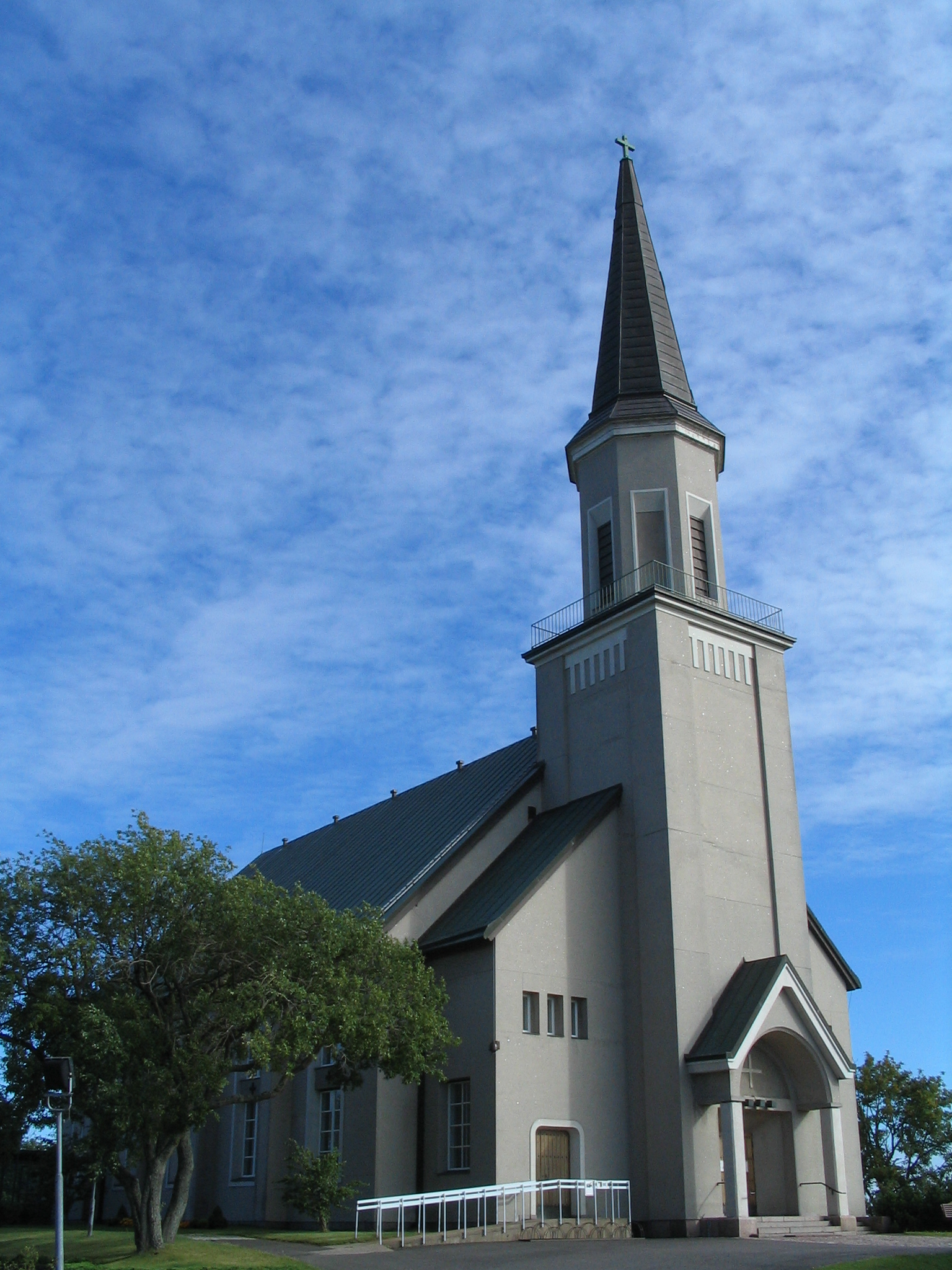
Église de Hanko, 1892.
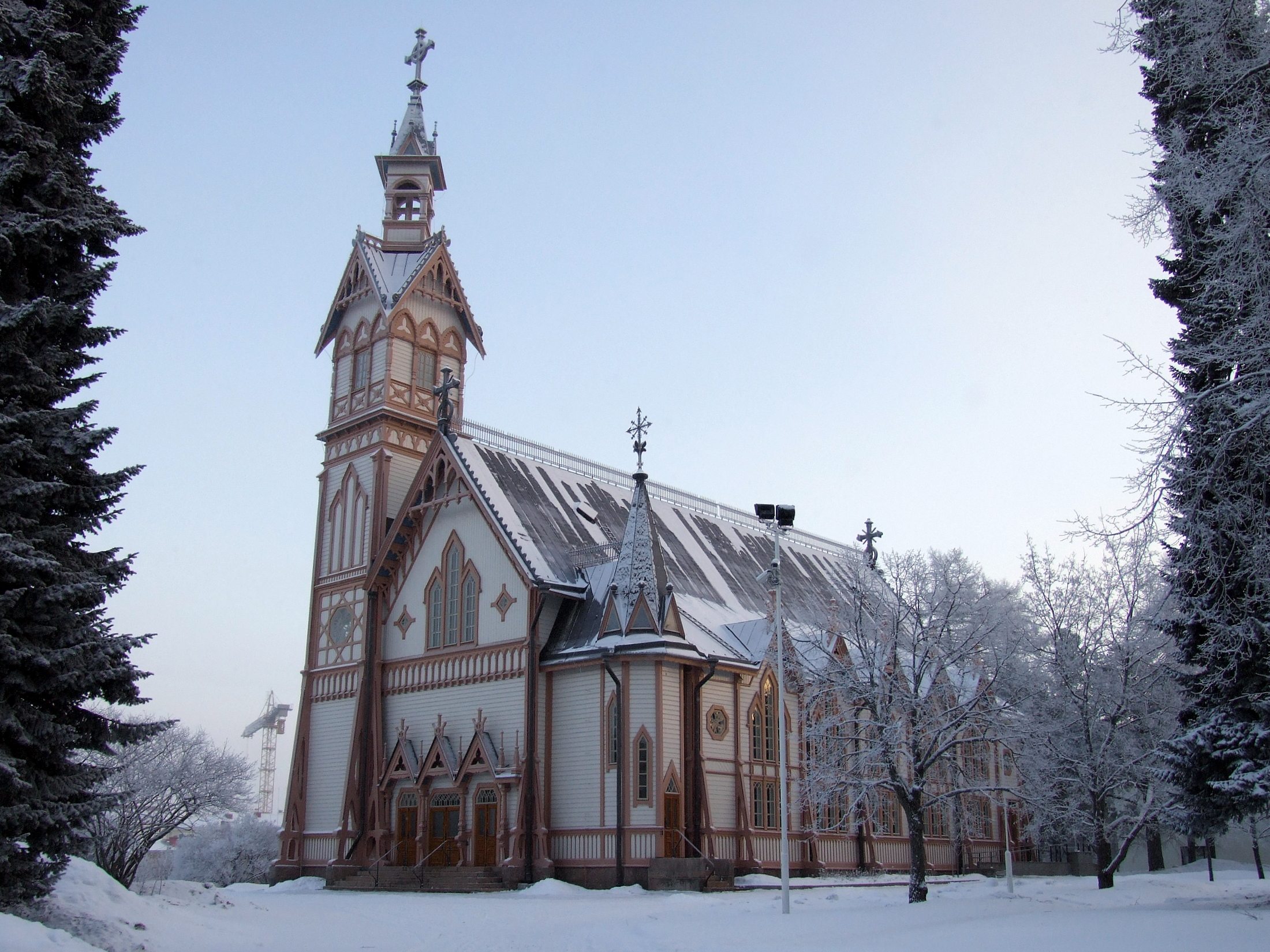
Église de Kajaani, 1897.
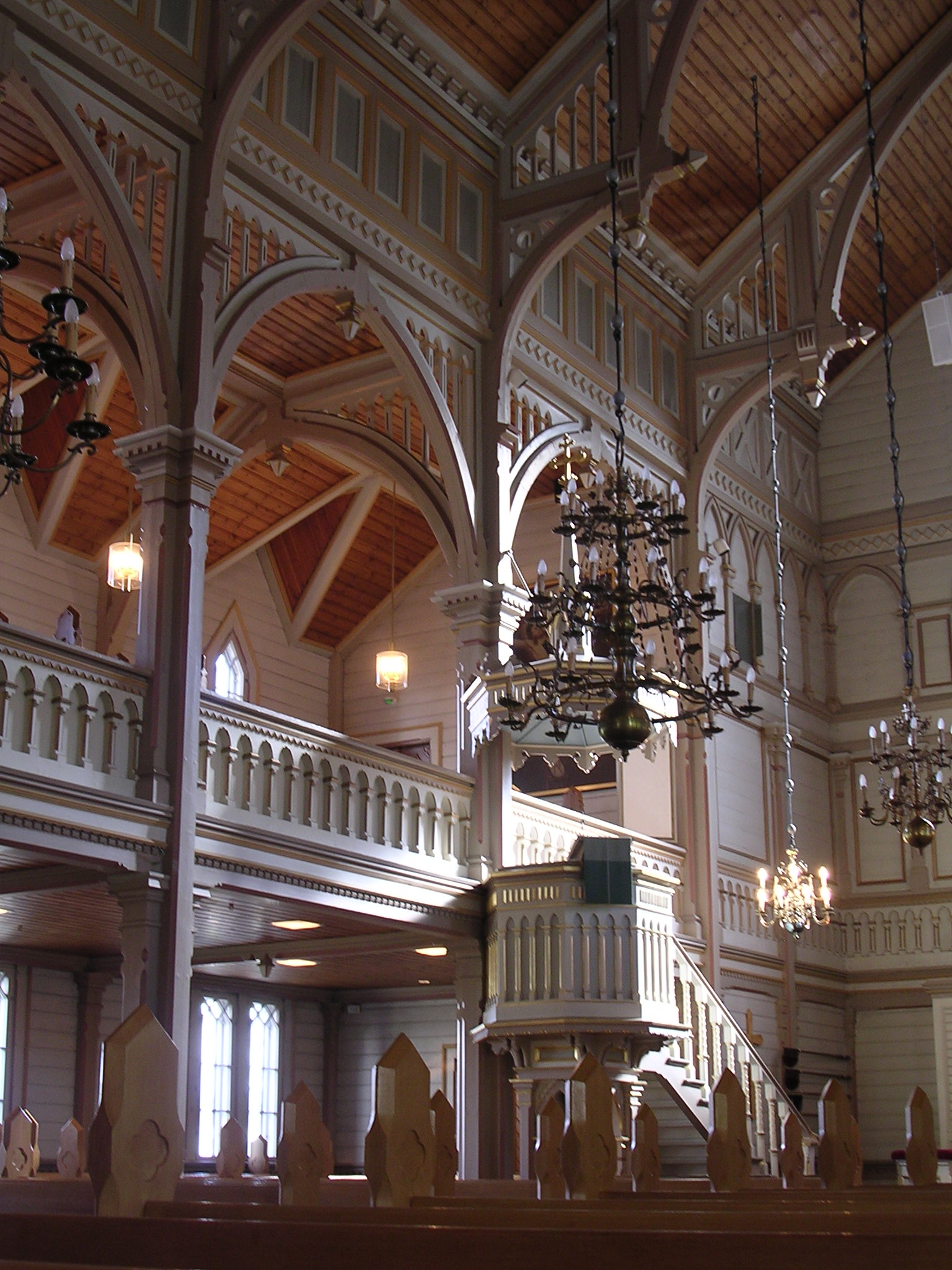
Église de Kajaani, intérieur.
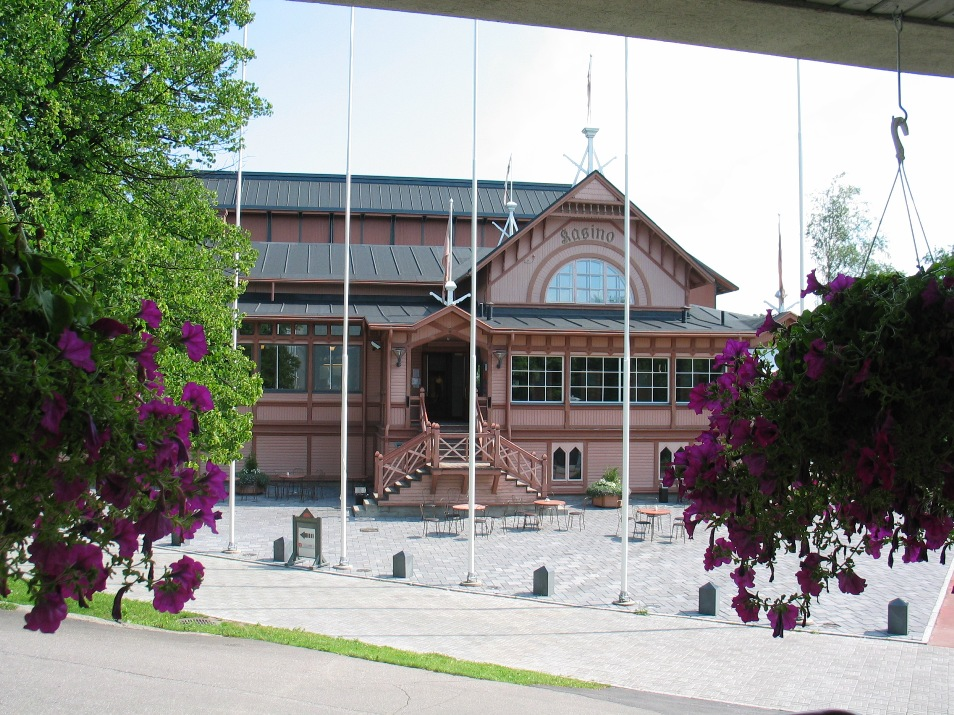
Ancien casino de Savonlinna, 1896.
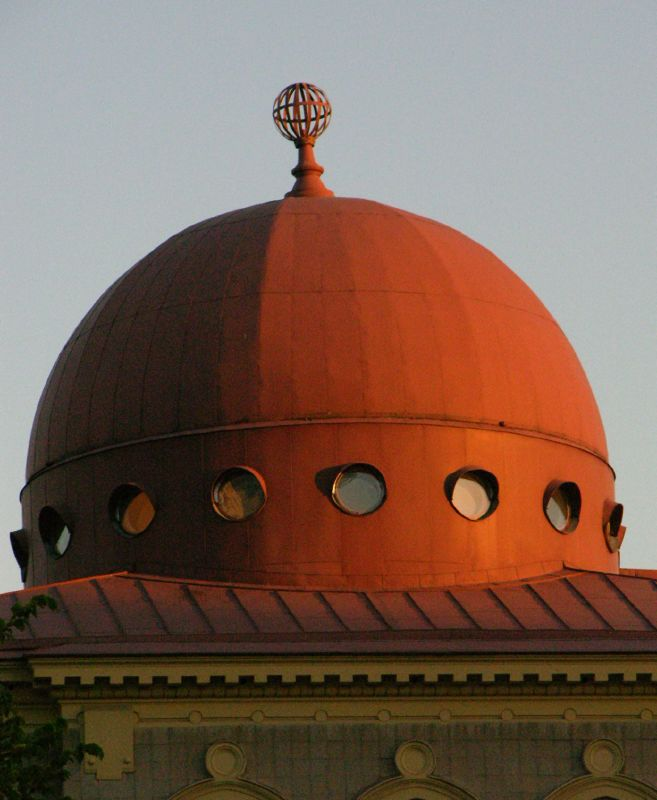
Synagogue d’Helsinki, 1906.
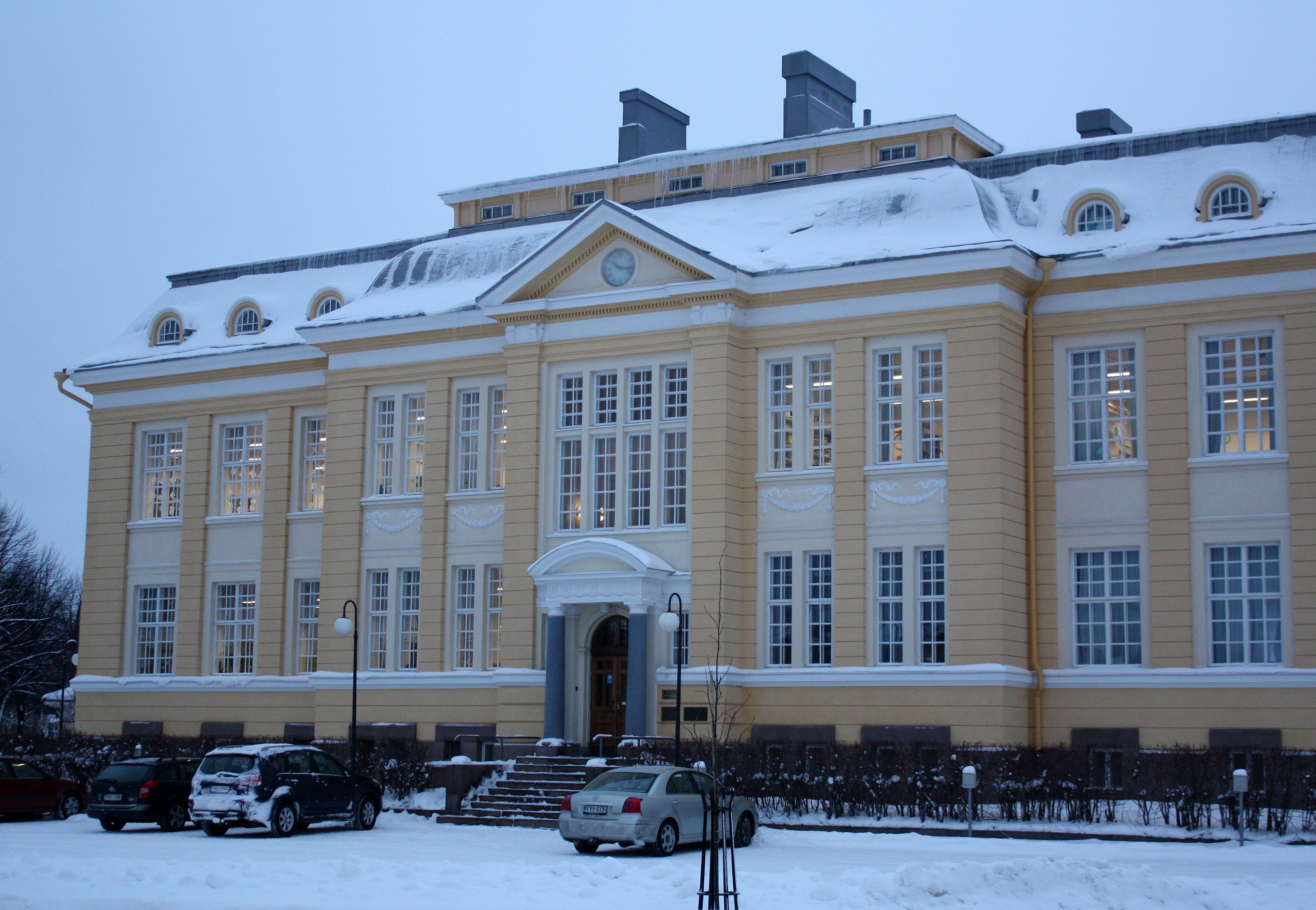
École de Raahe, 1912.
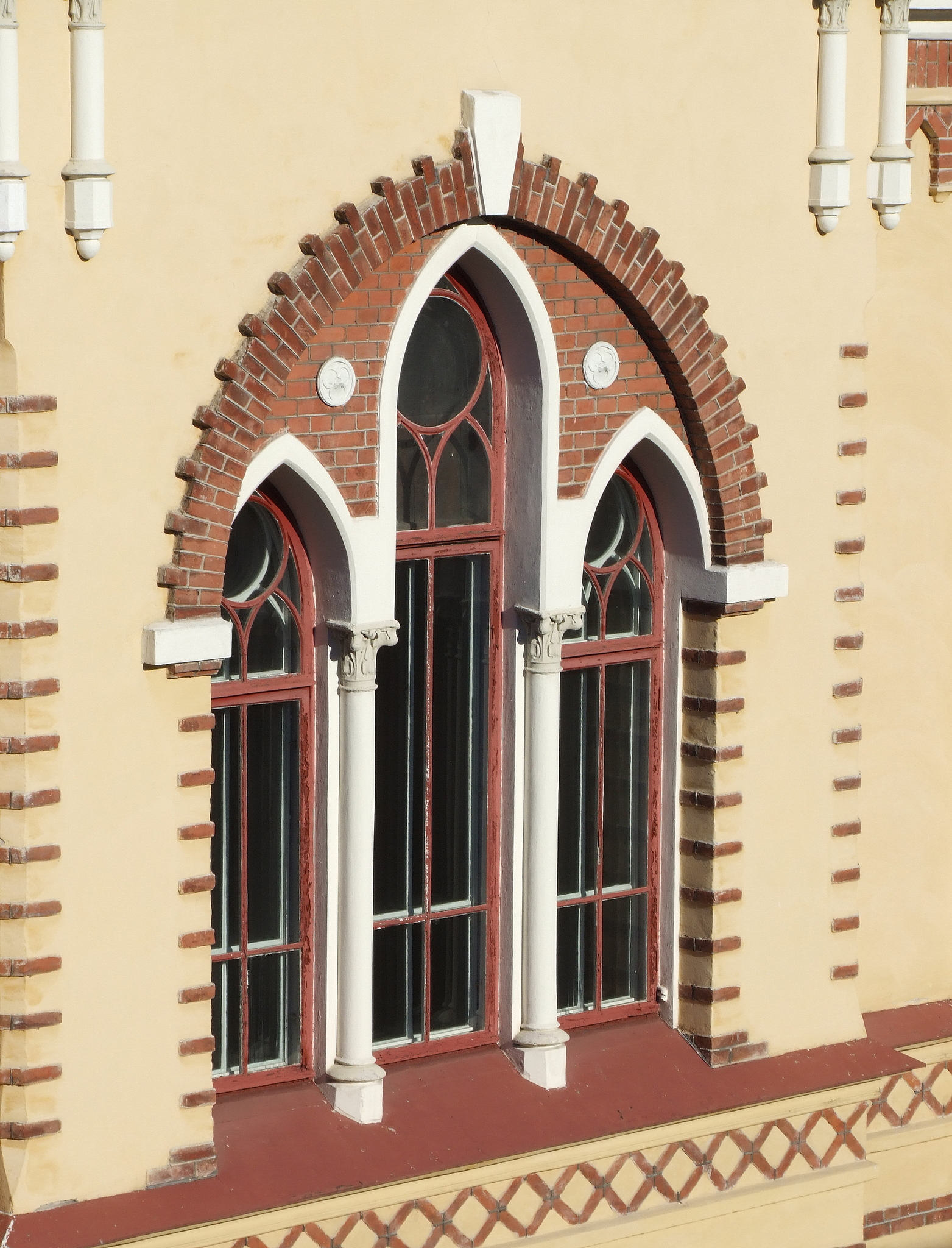
Fenêtre de style gothique de l'école secondaire de Myllytulli, Oulu.